# Mazisi Kunene
Mazisi Raymond Kunene (* 12. Mai 1930 in Durban; † 11. August 2006 ebenda) war ein südafrikanischer Dichter, Schriftsteller und Bürgerrechtler.

## Leben
Kunene wurde in Durban geboren, doch wuchs in aMahlongwa im Süden der Provinz Natal (dem heutigen KwaZulu-Natal) auf. Er besuchte die Kwa Hluzingcondo High School und erwarb sein Matric an der Schule in Mariannhill. Das Maphumolo Teachers’ Training College schloss er mit einem Teaching Certificate ab. Er studierte die Literatur der Zulu an der Universität von Natal; 1956 gewann er den Schreibwettbewerb Bantu Literary Competition. 1959 begann er ein Promotionsstudium an der School of Oriental and African Studies (SOAS) in London.
Mit Gedichten in seiner Muttersprache isiZulu kämpfte er gegen die Apartheid. Nach seinem Fortgang nach Großbritannien begründete er dort die Anti-Apartheid-Bewegung und wurde 1964 UNO-Vertreter des African National Congress für Europa und Afrika. Außerdem war er Chefrepräsentant des ANC für das Vereinigte Königreich und Westeuropa. Im Auftrag der UNESCO war er Gastprofessor an verschiedenen Universitäten; von 1975 bis 1992 war er ordentlicher Professor für afrikanische Sprachen und Literatur an der University of California in Los Angeles. 1993 kehrte er nach Südafrika zurück und lehrte fortan an der Universität von Natal (später Universität von KwaZulu-Natal).
Mazisi Kunene erhielt zahlreiche Auszeichnungen; er war 1993 der erste UNESCO Poet Laureate der arabischen und afrikanischen Länder. 2005 wurde er südafrikanischer Poet Laureate. Er starb an den Folgen eines Krebsleidens und hinterließ seine Frau sowie eine Tochter und drei Söhne.
Kunenes Gedicht Europa, du lachtest über den Blinden wurde für den Konzert-Zyklus aus 17 Musikstücken für 2 Blockflöten, Chitarrone, Viola da Gamba und Cembalo und 16 Texten über das Exil Von der schwarzen Erde dieser Welt (1992) von dem Komponisten Friedemann Schmidt-Mechau verwendet.
Am 12. Mai 2022 wurde er von Google mit einem Doodle geehrt.

## Werke (Auswahl)
- Zulu Poems, 1970
- Emperor Shaka the Great, 1979
- Anthem of the Decades, 1981
- The Ancestors and the Sacred Mountain, 1982

## Auszeichnungen
- 1993: Tchicaya-U-Tam’si-Preis